# Trachusa pubescens
Trachusa pubescens is een vliesvleugelig insect uit de familie Megachilidae. De wetenschappelijke naam van de soort is voor het eerst geldig gepubliceerd in 1872 door Morawitz.